# Zwoleń
Zwoleń é um município da Polônia, na voivodia da Mazóvia e no condado de Zwoleń. Estende-se por uma área de 15,91 km², com 7 940 habitantes, segundo os censos de 2016, com uma densidade de 499,1 hab/km².